# 积石山保安族东乡族撒拉族自治县
积石山保安族东乡族撒拉族自治县，简称积石山县，是中华人民共和国甘肃省临夏回族自治州下属的一个自治县。面积910平方公里，2004年人口22万。邮政编码731700，县人民政府驻吹麻滩镇。
该县西邻青海省海东市循化县；北部以黄河为界，分别与青海省民和县及甘肃永靖县相接。小积石山位于该县西部
；被视为祁连山东延部分，境内最高峰为海拔约4309米的雷帝山（又称雷积山）。

## 历史沿革
现积石山县域原属临夏县。1980年6月14日，经国务院批准，析临夏县西北部置积石山保安族东乡族撒拉族自治县。

## 行政区划
积石山保安族东乡族撒拉族自治县下辖7个镇、10个乡：
吹麻滩镇、大河家镇、居集镇、癿藏镇、石塬镇、安集镇、银川镇、刘集乡、柳沟乡、关家川乡、胡林家乡、寨子沟乡、郭干乡、徐扈家乡、中咀岭乡、小关乡和铺川乡。